# Cephalops metallicus
Cephalops metallicus är en tvåvingeart som beskrevs av Morakote 1990. Cephalops metallicus ingår i släktet Cephalops och familjen ögonflugor. Inga underarter finns listade i Catalogue of Life.